# Mäeküla (Türi)
Mäeküla est un village de la commune de Türi du comté de Järva en Estonie.
Au 31 décembre 2011, il compte 46 habitants.